# Clonistria xenia
Clonistria xenia är en insektsart som beskrevs av Ludwig Redtenbacher 1908. Clonistria xenia ingår i släktet Clonistria och familjen Diapheromeridae. Inga underarter finns listade i Catalogue of Life.